# Disporella compta
Disporella compta is een mosdiertjessoort uit de familie van de Lichenoporidae. De wetenschappelijke naam van de soort is voor het eerst geldig gepubliceerd in 2006 door Dick, Tilbrook & Mawatari.